# Axis axis

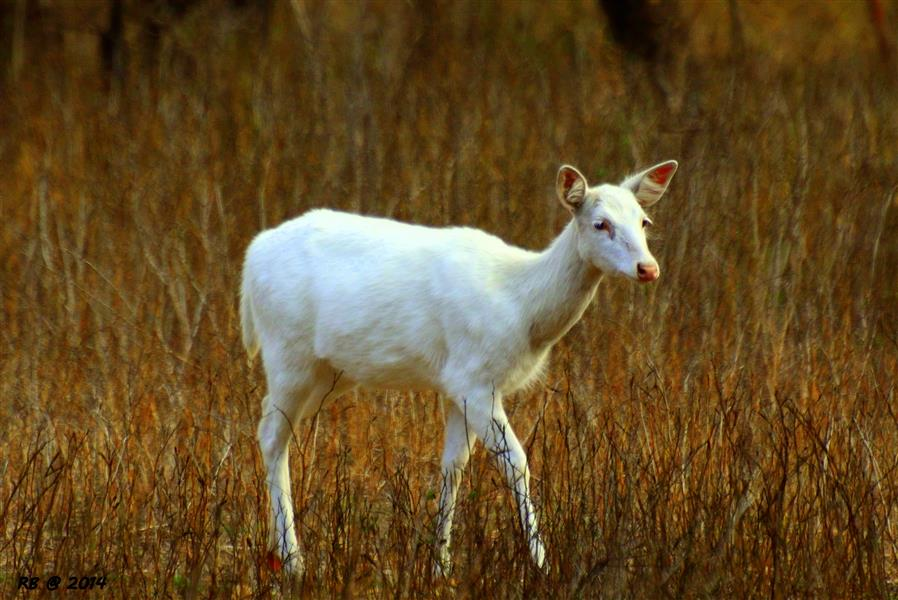
Um chital albino no Parque Nacional de Ranthambore, Índia.

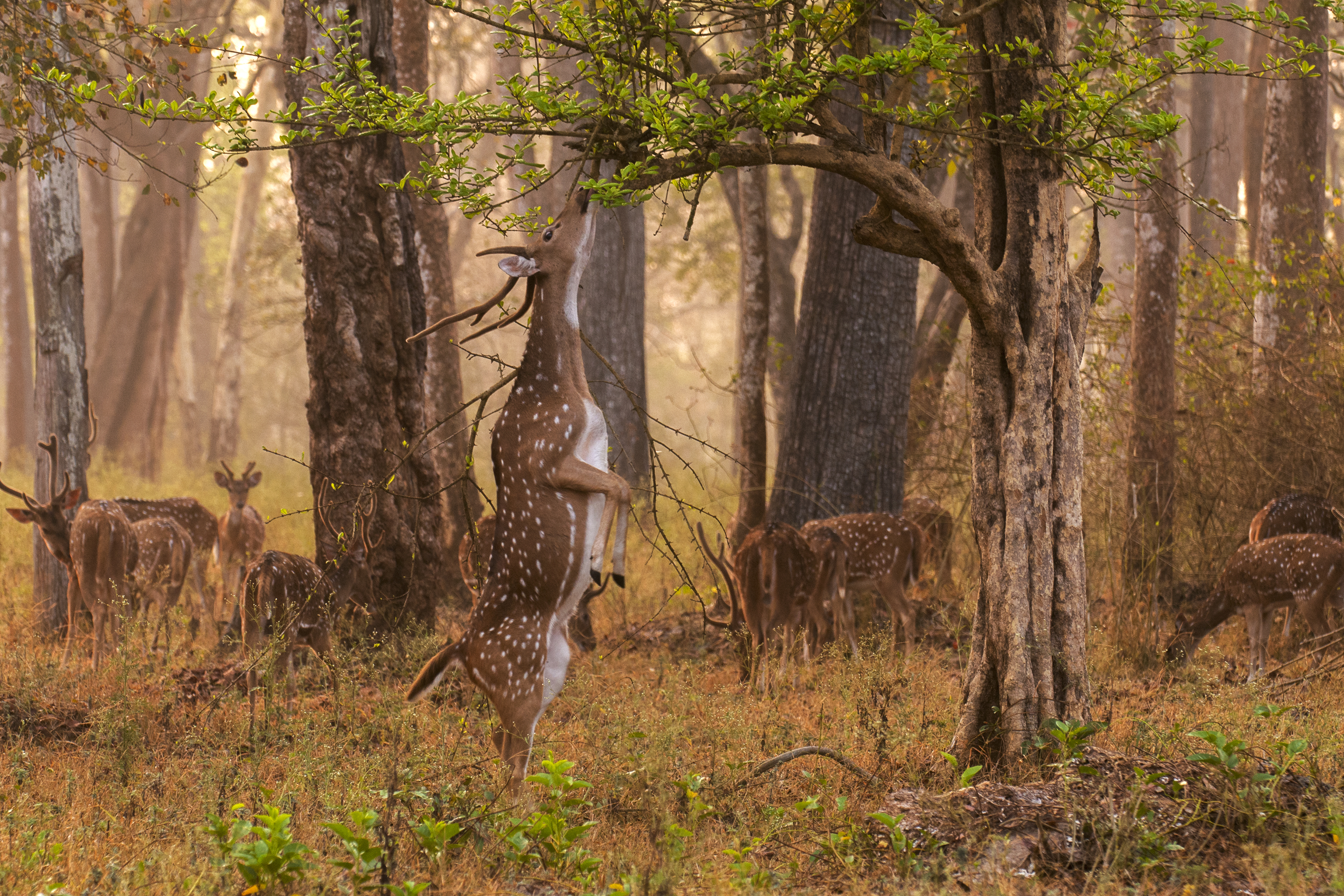
Chital se alimentando (foto escolhida como imagem do ano 2013).

O chital (nome científico: Axis axis), é um cervídeo nativo das florestas da Índia, Sri Lanka, Nepal,  Bangladesh, Butão, e em menor número, Paquistão. Foi introduzido em partes da Austrália e Estados Unidos. É conhecido por vários nomes na Índia, entre eles: chital horin em Bengali, thith muwa em Sinhalese, jinke em canaresa, pulli maan em Tâmil e malaiala, duppi em Telugo, phutuki horin em Assamese, haran/harin em marata, e hiran em hindi/Urdu (os dois últimos derivados de harini, cognato sânscrito para veado). É o cervídeo mais comum nas florestas indianas. O nome chital deriva do Bengali, chitral (চিত্রল)/chitra (চিত্রা), que significa manchado. É o único integrante do gênero Axis, mas o gênero já incluiu outras espécie, que atualmente estão incluídas no gênero Hyelaphus, de acoro com evidências genéticas.

### Descrição
O Axis é um cervo moderadamente grande, medindo 88-97 cm nos ombros. Possui pelagem marrom avermelhada coberta de manchas brancas no abdômen, nádega, garganta, parte interna das pernas e orelhas e parte inferior da cauda que persistem por toda a vida do animal. Uma faixa escura desce pelas costas, da nuca até a ponta da cauda. Uma fenda que contém a glândula está presente na parte anterior do metacarpo da pata traseira. A fórmula dentária de A. axis é semelhante à do alce, Cervus elaphus, mas faltam os caninos superiores (os chamados "dentes de alce"). Os machos medem comprimento total médio de 1,7m, com cauda de 200mm e altura no ombro pode chegar a 90cm. As fêmeas são geralmente menores. Os pesos podem atingir 66-113kg nos machos e 43-66kg nas fêmeas . Os chifres estão presentes apenas nos machos e, imediatamente após a troca de um conjunto de chifres, o crescimento começa no próximo conjunto. Quanto maiores os chifres, mais longo será o período de desenvolvimento, do "aveludado" ao chifre "duro". Chifres com mais de 76 cm levam cerca de cinco meses para se desenvolverem completamente. Cada chifre tem três dentes; o dente frontal se forma quase em ângulo reto com a trave e o dente frontal (ou externo) do garfo terminal é muito mais longo do que o dente posterior (ou interno).

### Alimentação
Eles se alimentam de uma variedade de vegetação, removendo fontes de alimento para muitas espécies nativas e gado doméstico. Quando as populações dos rebanhos se tornam demasiado grandes, afetam a vegetação local e aumentam a erosão.
Eles também transmitem doenças transmissíveis e representam uma ameaça crescente à segurança humana dentro e ao redor dos corredores rodoviários.

### Habitat
Os Axis Axis são encontrados quase exclusivamente em altitudes mais baixas (abaixo de ~ 1000m) em todo o habitat de floresta decídua seca e mista e em terras de floresta secundária interrompidas por clareiras, com um sub-bosque de gramíneas, ervas e brotos tenros que fornecem água potável adequada e sombra. Eles são mais comumente associados a uma mistura de floresta e arbustos mais abertos, mas ocupam uma ampla variedade de habitats em toda a sua área de distribuição nativa, muitas vezes evitando terrenos acidentados. Sua área de distribuição nativa é caracterizada por mudanças sazonais significativas de temperatura e, mais significativamente, por oscilações extremas na precipitação. Os cervos enfrentam regularmente longos períodos de seca e pouca disponibilidade de forragem, bem como inundações generalizadas e crescimento sazonal exuberante durante a estação chuvosa (Anderson, 1999; e Davis e Schmidly, 1997).

### Reprodução
Na natureza, os machos do Axis são encontrados durante todo o ano com chifres endurecidos e em condições de cio. O ciclo reprodutivo de cada indivíduo não está sincronizado com o dos demais machos do rebanho. Ao mesmo tempo, ao longo do ano, alguns machos estão entrando no cio, enquanto outros estão saindo do cio ou estão em condições de não reprodução. As fêmeas também apresentam ciclos estrais não sincronizados, com cada ciclo durando cerca de 3 semanas. Os "fanfarrões" não mantêm haréns de fêmeas, mas em vez disso acasalam-se com fêmeas em cada rebanho à medida que se tornam receptivos. Um filhote normalmente é produzido por gravidez e a gestação dura de 210 a 238 dias. Após o parto, as fêmeas acasalam novamente durante o período reprodutivo subsequente. As fêmeas adultas tendem a produzir um filhote por ano (Davis e Schmidly, 1997).

### Estágios do ciclo de vida
Davis e Schmidly (1997) relatam que os filhotes do Axis começam a comer forragem verde por volta das 5 semanas e meia de idade, mas o desmame é adiado até atingirem os 4-6 meses de idade. A dentição permanente é adquirida aos 2,5-3 anos de idade e o tamanho adulto é atingido aos 6 anos para as fêmeas e aos 4-5 anos para os machos. A expectativa de vida natural do A. Axis é de 9 a 13 anos, embora os animais do zoológico possam atingir 18 a 22 anos de idade. A. axis são gregários e encontrados em rebanhos que variam de alguns animais a 100 ou mais. O líder geralmente é uma corça velha e experiente. Os machos adultos são normalmente encontrados vivendo com rebanhos de animais jovens e velhos de ambos os sexos. Os machos no cio vocalizam através de um berro semelhante a uma corneta e ambos os sexos emitem gritos de alarme ou latidos (Davis e Schmidly, 1997).

## Preocupações Ambientais
Exemplares desta espécie foram introduzidos na década de 30 do século 20 no Uruguai e Argentina para a caça esportiva, porém assim como aconteceu com o javaporco, as populações selvagens de Axis estão se multiplicando fora de controle e já adentraram as fronteiras do Rio Grande do Sul. Os possíveis predadores da espécie na fase adulta na América do sul seria a onça pintada e a onça parda, mas a redução do número destes predadores, por inúmeros motivos, cria um ambiente favorável para a multiplicação desta espécie, fazendo com que a caça esportiva não seja suficiente para controlar seus números. Já os filhotes poderiam ser predados por carnívoros sul americanos de menor porte, mas seus números também estão cada vez menores na natureza. Além disso, há a preocupação de doenças que a espécie poderia transmitir, tanto para espécies ruminantes de criação comercial como gado bovino ou ovino, tanto para os cervídeos nativos. Também há a preocupação sobre a competição com cervídeos nativos e até mesmo a hibridização. Todos estes cenários estão sendo analisados por pesquisadores e estudiosos, gerando preocupações sobre a invasão deste cervídeo na fauna local. Medidas como a permissão de caça da espécie no Brasil tem sido regulamentadas e liberadas.